# Nathaniel Peabody
Nathaniel Peabody (* 1. März 1741 in Topsfield, Essex County, Province of Massachusetts Bay; † 27. Juni 1823 in Exeter, New Hampshire) war ein US-amerikanischer Politiker. In den Jahren 1779 und 1780 war er Delegierter für New Hampshire im Kontinentalkongress.

## Werdegang
Nathaniel Peabody besuchte die öffentlichen Schulen seiner Heimat und studierte danach Medizin. Im Jahr 1761 zog er nach New Hampshire, wo er als Arzt praktizierte.  In den 1770er Jahren schloss er sich der Revolutionsbewegung an. Im Januar 1776 wurde er Mitglied und Vorsitzender im Sicherheitsausschuss seiner Heimat. Zwischen 1776 und 1796 saß er mehrfach im Repräsentantenhaus von New Hampshire. Im Jahr 1793 war er Präsident dieser Kammer. Von 1785 bis 1793 war er auch drei Mal Mitglied des Staatssenats. 1777 wurde er als Adjutant General Kommandeur der Staatsmiliz. Im Jahr 1779 kommandierte er während des Unabhängigkeitskrieges eine Einheit in Rhode Island. In der Miliz von New Hampshire erreichte er den Rang eines Generalmajors, den er zwischen 1793 und 1798 bekleidete.
In den Jahren 1779 und 1780 vertrat Peabody seinen Staat im Kontinentalkongress, in den er 1785 nochmals gewählt wurde. Allerdings hat er sein Mandat dann nicht mehr angetreten. In den Jahren 1782 und 1783 war er auch Delegierter auf einem Verfassungskonvent seines Staates. Kurz nach der Wende zum 19. Jahrhundert geriet Peabody in finanzielle Schwierigkeiten. Er wurde wegen Überschuldung zu 20 Jahren Gefängnis mit Freigang verurteilt. Durch den Freigang konnte er sich innerhalb eines bestimmten Umkreises um die Stadt Exeter frei bewegen. Dort ist er am 27. Juni 1823 auch verstorben.